# Baie Sud
La baie Sud (baía Sul, en portugais) est située au Brésil, dans l'État de Santa Catarina. La baie est formé par l'espace limité entre l'île de Santa Catarina et le continent. Elle est séparée de la baie Nord, par le canal située entre les parties continentale et insulaire de la municipalité de Florianópolis.

## Généralités

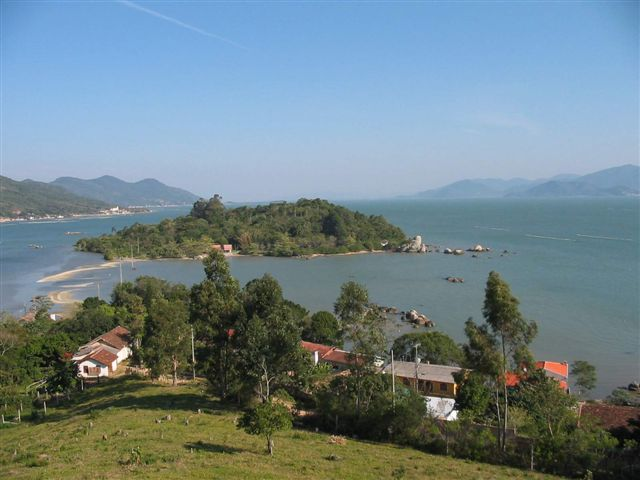
Vue de baie Sud depuis l'île de Santa Catarina. On aperçoit, au centre, l'île Maria Francisca.

Le littoral de la baie est formé de plusieurs municipalité: Florianópolis, São José et Palhoça. Autour de la baie se situent également les points culminants de la région: le morro do Ribeirão, dans la localité historique de Ribeirão da Ilha, avec 532 m d'altitude est le point le plus haut de l'île de Santa Catarina tandis que du côté du continent, le Cambirela, culmine à plus de 1 000 m d'altitude.
Ses rives sont, par endroits, occupées par des voies rapides comme celles donnant accès aux ponts reliant l'île au continent et à l'aéroport de Florianópolis, l'aéroport Hercílio-Luz.
On trouve de nombreuses îles de petite taille dans la baie : ilha das Vinhas, ilha do Largo, ilha Maria Francisca, ilha das Laranjeiras ou encore ilha dos Papagaios à l'extrême sud de la baie, dans le canal qui rejoint l'océan Atlantique.
Les principaux cours d'eau se jetant dans la baie sont: le rio Tavares et le ribeirão da Ilha du côté insulaire; le rio Imaruí, le rio Aririú et le rio Cubatão du côté continental.
Les rives de la baie Sud comportent deux grandes mangroves : celle du rio Tavares sur l'île et celle de Palhoça.
À l'extrême sud de la baie, un phare fut installé à la pointe des Naufragés (Ponta de Naufragados en portugais) à cause de la dangerosité du lieu, ce qui valut son nom.
L'entrée sud de la baie était autrefois défendue par deux forteresses, aujourd'hui désaffectées, la forteresse d'Araçatuba et le fort de Naufragados.